# 哈尔挠泡
哈尔挠泡是一个位于中国吉林省镇赉县的湖泊，面积约为40.2平方千米，平均水深约为7.9米。